# Гусаков, Николай Николаевич
Никола́й Никола́евич Гусако́в (14 мая 1934, Петрозаводск — 14 декабря 1991, Санкт-Петербург) — советский двоеборец, бронзовый призёр зимних Олимпийских игр 1960 года в Скво-Вэлли, первый в истории отечественного спорта обладатель олимпийской медали в лыжном двоеборье. Мастер спорта СССР (1956).

## Биография
Начал заниматься прыжками с трамплина в Петрозаводске под руководством тренера М. М. Яскеляйнена.
Дебютировал на Олимпийских играх в 1956 году в Кортине-д’Ампеццо и занял 7-е место в личном первенстве, став лучшим среди советских спортсменов (командные соревнования двоеборцев в рамках Олимпийских игр впервые прошли лишь в 1988 году).
В 1958 году Гусаков выиграл чемпионат СССР.
В 1960 году на Олимпийских играх в американском Скво-Вэлли выиграл бронзу, уступив только немцу Георгу Тома и норвежцу Тормоду Кнутсену. После прыжков Гусаков шёл только 10-м, но в гонке на 10 км показал лучшее время и поднялся на итоговое третье место.
Спустя 4 года на Олимпийских играх в Инсбруке 29-летний Гусаков стал четвёртым, уступив Кнутсену, своему партнёру по команде Николаю Киселёву и Тома. Кроме Гусакова и Киселёва лишь два отечественных двоеборца поднимались на олимпийский пьедестал: в 1988 году в Калгари бронзу выиграл Аллар Леванди, а в 1998 году в Нагано третьим стал Валерий Столяров.
Кроме олимпийской бронзы на счету Гусакова также победа на престижном Хольменколленском лыжном фестивале в Норвегии в 1961 году (первая победа нескандинавских двоеборцев на этом соревновании).
Был женат на известной советской лыжнице, олимпийской чемпионке 1960 года, Марии Гусаковой. В Скво-Вэлли Мария выиграла золото и серебро, а Николай — бронзу, таким образом, семья «собрала» полный комплект олимпийских наград.
Окончил Ленинградскую школу тренеров, последние годы жизни работал в Ленинграде.
Похоронен в Петрозаводске на кладбище «Пески».

## Награды
- Медаль «За трудовую доблесть» (16.09.1960) — за успешные выступления в XVII летних и VIII зимних Олимпийских играх 1960 года, а также за выдающиеся спортивные достижения[2]